# Helvetica ヘルベチカ
『helvetica ヘルベチカ』は、原作：津木波シズカ、漫画：染井紬希による日本の漫画作品。『週刊ヤングジャンプ』（集英社）にて、2017年24号から2018年14号まで連載された。サブタイトルは「○○と○○」となっている。

## 登場人物

### 主要人物
黛 旭（まゆずみ あさひ）
本作の主人公。アニメ好きのオタク大学生。19歳。漫画研究会に所属しており、アニメイトでアルバイトをしている。祖母の手ほどきを受けていた事もあり料理は上手。
友人たちとごく普通の学生生活を過ごしていたが、ある時、偶然魔女を探していたアヤと出会うことになる。その後、アルバイトをしていた時にナギと出会い、彼女が男に絡まれていたところを助けた事を契機に能力が発現。その後、魔女狩り集団『ダルマ』に囚われ、一度焼き殺されるが、アヤたち魔女によって死体を回収され、そして魔女の一人・ユナの能力で蘇生され、救出される。以後、ダルマに狙われながらも魔女と共に過ごすこととなる。
視力が悪く、普段は眼鏡をかけている。眼鏡を外した姿は美形。
能力：『炎』
手から金属をも溶かす超高熱の炎を放つことができる。出血することで発動するようになる。
アヤ/亜夜白 千架（あやしろ ちか）
本作のヒロイン。都立泉谷高校に通う女子高生。銀髪の少女。アヤと呼ばれている。剣道部所属。自身や母に酷い仕打ちをしてきた継父の事もあり男を嫌悪している。生い立ちのせいかクールな性格。男嫌いのため当初は黛に対して暴力を振るったり、罵声を浴びせたりするなど露骨に嫌悪感を示していたが、ダルマとの戦いを通じて少しずつ心を開いていく。
能力1：『氷』
手から一瞬で相手を凍らせる冷気を放つことができる。発動するには力を溜めることが必要。
能力2：『記憶操作』
触れた相手の記憶を操作することができる。作中ではシホがダルマに襲われた記憶を消去するのと、忍の記憶を取り戻すのに使用している。

### 魔女
リンコ/湊 倫子（みなと りんこ）
魔女たちのリーダー格。28歳。ポニーテールの髪形をした女性。銀座の高級クラブ「華蔵」で「葉月」という源氏名で働いており、店ではNo.1の人気を誇る。新潟でダルマと戦ったときには、紗枝が忍によって石化させられそうな時には間一髪のところで素早く駆けつけ助け出すなど身体能力は高い模様。喫煙者。
能力1：『テレパシー』
相手の心を読むことが出来る。
能力2：『爪』
爪を長く伸ばして攻撃することが出来る。貫通力は高い。
スミレ
ツインテールの髪形をした少女。12歳。アパートの厳重に管理された部屋で保護されている。行方不明になった母・忍を探している。右目から能力を発することができるため、普段は眼帯をして能力を抑えている。
年齢の割に大人びた言動が目立ち、子供扱いされることを嫌う。かつては子供らしい天真爛漫な性格であったようだが、教師に性的暴行を受けたことがあり、その事がきっかけで現在の性格になった節がある。なお、皮肉にもこの事が第2の能力に目覚めるきっかけとなっている。
黛に対しては『ドーテー』『子分』と呼ぶなど高慢な態度を取りつつも仲間として関係を少しずつ深めていく。
能力1：『予知夢』
眠ることで未来を「予知夢」の形で見ることができる。
能力2：『石化』
母・忍から受け継いだ能力。右目から魔力を発することで相手を石化させることができる。
ナギ/小田凪 歩（おだなぎ あゆみ）
大学生。黛と同様漫画・アニメ好き。男に絡まれていた所を黛に助けられた。おっとりしていて魔女たちの中では最も常識的な性格。趣味が合うためか他の魔女たちに比べて早い段階から黛に対して友好的な態度を示していた。普段はジャージを着ている。かなりの大食い。九州出身である模様。
能力：『巨大化』
体を大きくすることが出来る。大きさは自由に変えられる。元の大きさに戻ると自律神経が狂い吐き気を催す等体調不良になる。能力を使用すると服が破れるため作中では裸を晒すことが多い。
ユナ
ショートカットの髪形をした少女。耳にピアスを多数付けている。常に制服を着ているが学生であるかは不明。巨乳。魔女たちの中では唯一、黛のことを名前で呼ぶ。物心ついたときには既に両親はおらず、児童養護施設で育った。明るくおちゃらけた性格でギャルのような言動が目立つが他人を思いやる優しさも持ち合わせている。「～だし」が口癖。かつて親しくしていた「お姉」と呼ばれる人物をダルマに殺されており、そのためにダルマに強い憎しみを抱いている。
黛がダルマに焼き殺された時には能力を使用して彼を蘇生したがそれと引き換えに自身も大火傷を負い、しばらくの間寝込んでいたが、後に復活した。この事から高い回復力を持っている模様。処女であり、ダルマと戦うため第2の能力を手に入れるために黛とセックスしようと考えており、彼に積極的にアプローチをかけている。純粋に好意もあったのかダルマとの戦いが終わった後もアプローチをかけ続けている。
能力：『治癒・蘇生』
触れた相手の傷を治したり、死人を生き返らせることもできる。しかし、代償としてその分自身も傷ついてしまう。
コマ
黒猫。魔女の匂いを追跡出来アヤと共に魔女を探している。

### 魔女狩り集団「ダルマ」
日影 創吾（ひかげ そうご）
ダルマのリーダー。かつては漫画研究会に所属しており絵が得意で『影者』というハンドルネームでSNSで絵をアップロードしていた。深央とは恋人同士。左利き。
富士咲 深央（ふじさき みお）
ダルマのメンバー。かつては日影と同じ漫画研究会に所属しており、「ミオりん」と呼ばれて人気を集めていた。実は「魔女」であり、能力を使ってダルマのメンバーを増やしていた。日影とは恋人同士。
能力：『洗脳』
相手を洗脳し、意のままに操ることが出来る。
檻志間 進（おりしま すすむ）
ダルマの創設者。かつては日影、深央と同じ漫画研究会に所属していた。
空駕 世司（くが せいじ）
ダルマの幹部に当たるメンバー。鋭い目つきをした青年。魔女の文献等に詳しい。
篠原（しのはら）
旭を誘拐しようとするが彼の能力が発現し焼死した。
早坂（はやさか）
ダルマのメンバーの一人である青年。かつては渋谷での魔女によるテロによって恋人・野々花を殺されたことがきっかけで魔女に対して憎しみを抱くようになり、復讐のためにダルマに加わった。組織に入って日は浅いが職務熱心。
スミレを誘拐しようとするが失敗し、その時に黛が意図せず発動した能力によって仲間を死亡させたため、彼に対して憎しみを抱くようになる。そして新潟を襲撃した際には黛、アヤと再び戦いを挑むがトラップによって倒され、大怪我を負った。その後はダルマを脱退したようで、最終回では野々花の墓参りに行っていた。
多聞（たもん）
スミレ誘拐に同行するが黛の能力で死亡した。
鵡車（むぐるま）
関西弁の男。スミレ誘拐に同行するが幼女という事もあり消極的であった。その後、制裁で右目を失っている。元々は脱獄犯であった模様。
深浦（みうら）
細目の男。狩った魔女を拷問等で洗脳して自身の駒とする事に執着している。対象を徹底的に分析・研究するのが得意。コンビニ店員でもある。過去にカースト上位の女達に肉体的・精神的に深く傷つけられた経験から女を恨んでいる。
英（はなぶさ）
眼鏡を掛けた男。人脈が多い。実はCIAのエージェントでダルマには潜入捜査の目的で加わっていた。恋人がいる模様。
佐々木（ささき）
任務失敗のメンバーに制裁を科す役目の男。

#### ダルマに回収された魔女
茂利 愛合（もうり らぶあ）
23歳。36番。看護師。過去に78人を殺害している。能力は「細胞破壊」。精神状態で効果の幅が左右される。密着した相手の細胞を破壊、細胞破壊の耐性は相手の魔力量に比例し魔力の無い成人男性で7秒程、女性で15秒程で内臓が破壊される。
転 忍（うたた しのぶ）
スミレの母。能力のせいで社会に適合出来ず苦しむ倫子を救うなど、優しく真っ直ぐで強い女性。反面男を見る目は無いようで女手一つでスミレを育てていた。スミレが新たに継父となった男に虐待された事で暴走、その男に能力を使ったため、ダルマに目を付けられた。能力は「石化」。以前より射程距離が拡大している。現在は空駕の手中にあり、薬で思考を制御され、魔女殲滅のために動員されている。

### 旧飛鳥村
黛の祖母
本名は不明。70歳。新潟で暮らしている。魔女ではないが魔女の多い麻倉家の出身のため、母や祖母など血縁者が不幸な目に遭っている経験から来訪者を油断なく警戒しており、当初はリンコたちのことも信用していなかったが、彼女の発言で認めるようになる。喫煙者。
恵御子（えみこ）
神社の巫女を務める女性。魔女でもある。
能力：『雪』
雪を降らせることができる。発動すると体力を消耗する模様。
紗枝（さえ）
三つ編みの髪形に眼鏡を掛けた地味な雰囲気の女性。頬の辺りにそばかすがある。ダルマの襲撃を受けた時は能力を用いて追い払おうとしたが忍によって石化させられそうになり、間一髪のところでリンコに助けられる。
能力：『幻視』
風の音を操り、相手に幻を見せることができる。作中では森で木の枝が次々に襲ってくる幻を見せつけてダルマに対抗した。

### その他
光太（こうた）
旭の友人。リア充。
一平（いっぺい）
旭の友人。
韮沢（にらさわ)
泉谷高校の世界史教師。ダルマと繋がっている。
向 詩帆（むかい しほ）
アヤの親友。剣道部主将。
今藤 美栗（こんどう みくり）
アヤの後輩。剣道部。
楓
Club華蔵のホステス。子持ち。
ジョー
リンコに協力する天然パーマの髪をした男性で彼女たちが魔女ということを知っている数少ない者の一人。。優秀だが女にだらしない。
麻倉 祥子（あさくら しょうこ）
黛の母親。息子と同じく『炎』の能力を操る。夫とは後に離婚した。作中では既に故人となっているため回想のみ登場。

## 用語
魔女
特殊能力を持った女性。血縁関係によって能力に目覚めることが多いが必ずしも「魔女」になるとは限らない。基本的に寿命が短いことが多い。能力に目覚めるきっかけは1つは初潮、もう一つは処女喪失である。
ダルマ
魔女の嫌疑がかかった女性を捕縛・抹殺を行っている危険な集団。片目を覆うガスマスクを装着している。

## 書誌情報
- 津木波シズカ（story）・染井紬希（art）『helvetica ヘルベチカ』 集英社〈ヤングジャンプ・コミックス〉、全4巻
  1. 2017年10月24日発行（10月19日発売[集 1]）、ISBN 978-4-08-890781-9
  2. 2017年11月22日発行（11月17日発売[集 2]）、ISBN 978-4-08-890801-4
  3. 2018年2月24日発行（2月19日発売[集 3]）、ISBN 978-4-08-890860-1
  4. 2018年3月24日発行（3月19日発売[集 4]）、ISBN 978-4-08-890889-2